# Allopauropus dundoensis
Allopauropus dundoensis är en mångfotingart som beskrevs av Paul Auguste Remy 1955. Allopauropus dundoensis ingår i släktet småfåfotingar, och familjen fåfotingar. Inga underarter finns listade i Catalogue of Life.